# Resolution
En resolution (lat. resolu'tio, upplösning, av lat. reso'lvo, åter lösa upp, åter lossa) är en motion som antas av medlemmarna i en organisation eller i exempelvis en internationell organisation med medlemsstater och en generalförsamling, exempelvis Förenta nationerna.
En resolution är inte att likställa med en juridisk nationell lag, utan skall snarare ses som en kraftfull rekommendation som parterna genom sitt medlemskap i vanligen mellanstatliga organisationer på förhand förbundit sig att följa.
FN-resolutioner är ett av Förenta nationernas verktyg för konflikthantering. FN har flera olika sätt att påverka nationer, från diplomatiska övertalningsförsök till obligatoriska sanktioner, vilka kan vara såväl ekonomiska som militära. Endast Säkerhetsrådet kan anta för medlemmarna bindande resolutioner. De permanenta medlemmarnas vetorätt har ofta gjort det omöjligt att fatta resolutioner när det gäller konflikter där någon av dessa stater varit involverad. Generalförsamlingens resolutioner kan endast fungera som rekommendationer; församlingen kan inte fatta för medlemmarna bindande beslut annat än i val- och budgetfrågor.